# Ludwig, requiem pour un roi vierge
Pour plus de détails, voir Fiche technique et Distribution.
Ludwig, requiem pour un roi vierge (allemand : Ludwig - Requiem für einen jungfräulichen König) est un film historique allemand de 1972 réalisé par Hans-Jürgen Syberberg.

## Historique
Ce film est considéré comme la première partie de la « trilogie allemande » de Syberberg, avant Karl May (1974) et Hitler, un film d'Allemagne (1977).

## Fiche technique
- Titre original : Ludwig - Requiem für einen jungfräulichen König
- Titre français : Ludwig, requiem pour un roi vierge
- Réalisation : Hans-Jürgen Syberberg
- Scénario : Hans-Jürgen Syberberg
- Photographie : Dietrich Lohmann
- Montage : Peter Przygodda
- Production : Hans-Jürgen Syberberg
- Sociétés de production : TMS Film GmbH
- Pays :  Allemagne de l'Ouest
- Langue de tournage : allemand
- Format : couleur
- Genre : drame historique
- Durée : 140 min.
- Dates de sortie :
  -  Allemagne de l'Ouest : 23 juin 1972
  -  France : 10 mai 1973

## Distribution
- Harry Baer : Louis II de Bavière
- Ingrid Caven : Lola Montez
- Balthasar Thomass : Louis II enfant
- Oskar von Schab : Karl May
- Eddy Murray : Winnetou
- Gerhard März : Richard Wagner
- Johannes Buzalski : Emanuel Geibel et Adolf Hitler
- Peter Przygodda : Otto von Bismarck
- Gert Haucke : baron Freyschlag
- Günther Kaufmann : comte Holnstein

## Distinctions
Le film a gagné le Deutscher Filmpreis pour le meilleur film et le meilleur scénario.